# トレイン117

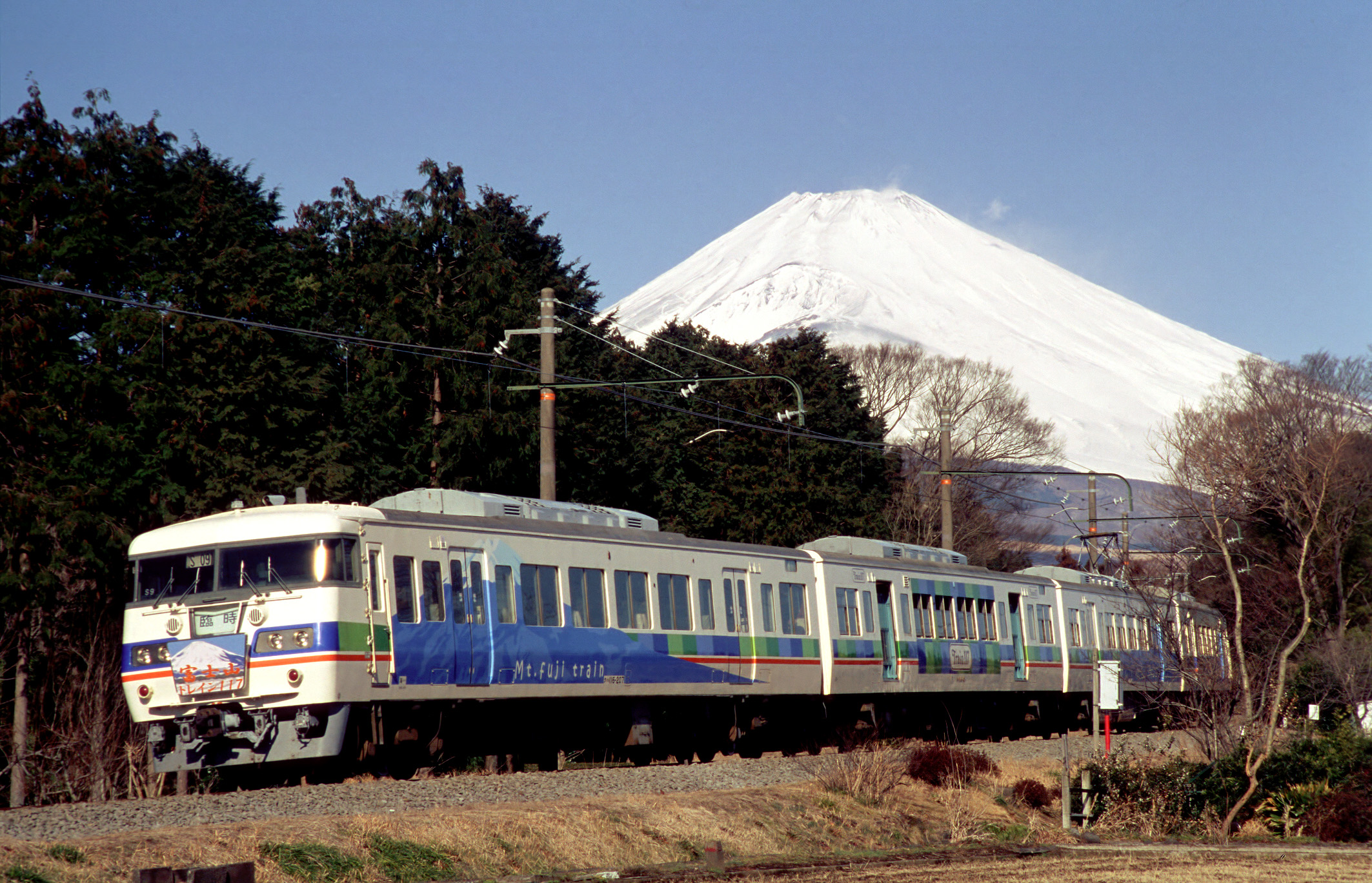
臨時快速「富士山トレイン117」として運用される「トレイン117」（御殿場線岩波 - 富士岡間）

トレイン117は、かつて東海旅客鉄道（JR東海）に存在した鉄道車両（電車）である。同名の観光列車用に117系電車の改装によって製作された。

## 概要
2010年（平成22年）夏に、JR東海が飯田線に観光列車「そよ風トレイン117」を運行するためS9編成を改造したものである。
車内から沿線の風景や風を楽しめるようになっている。大垣車両区に所属した。
2013年（平成25年）8月、大垣車両区から西浜松駅へ廃車回送され、他のJR東海所属の117系ともども2014年（平成26年）1月までに廃車された。運用期間はおよそ3年2か月であった。

## 編成

### 登場時
- 1号車 クハ116-203[1] 指定席車
- 2号車 モハ116-45 ウィンディスペース[1]
- 3号車 モハ117-45[1] 指定席車
- 4号車 クハ117-23[1] 指定席車・トイレを設置

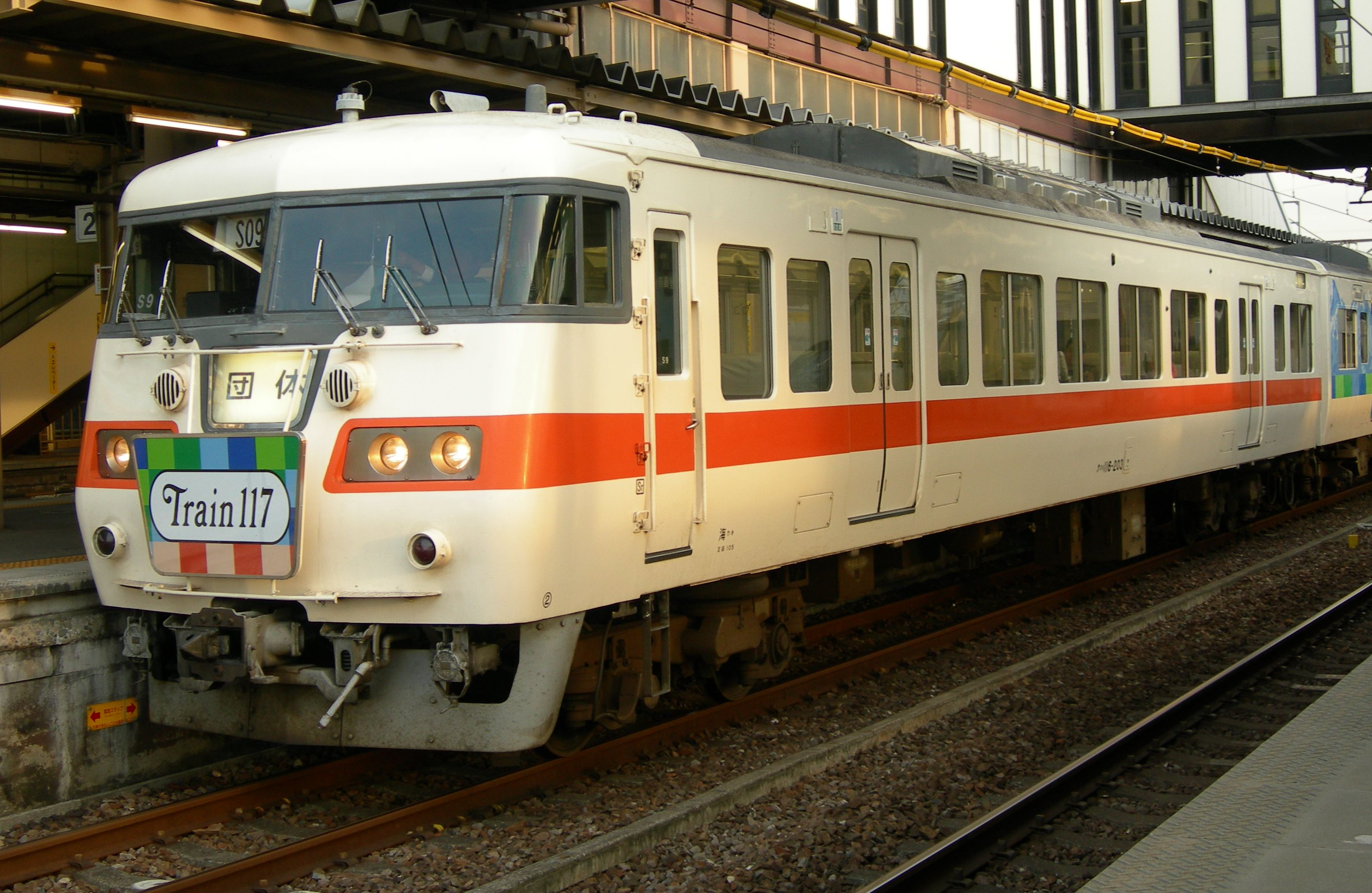
クハ116-203
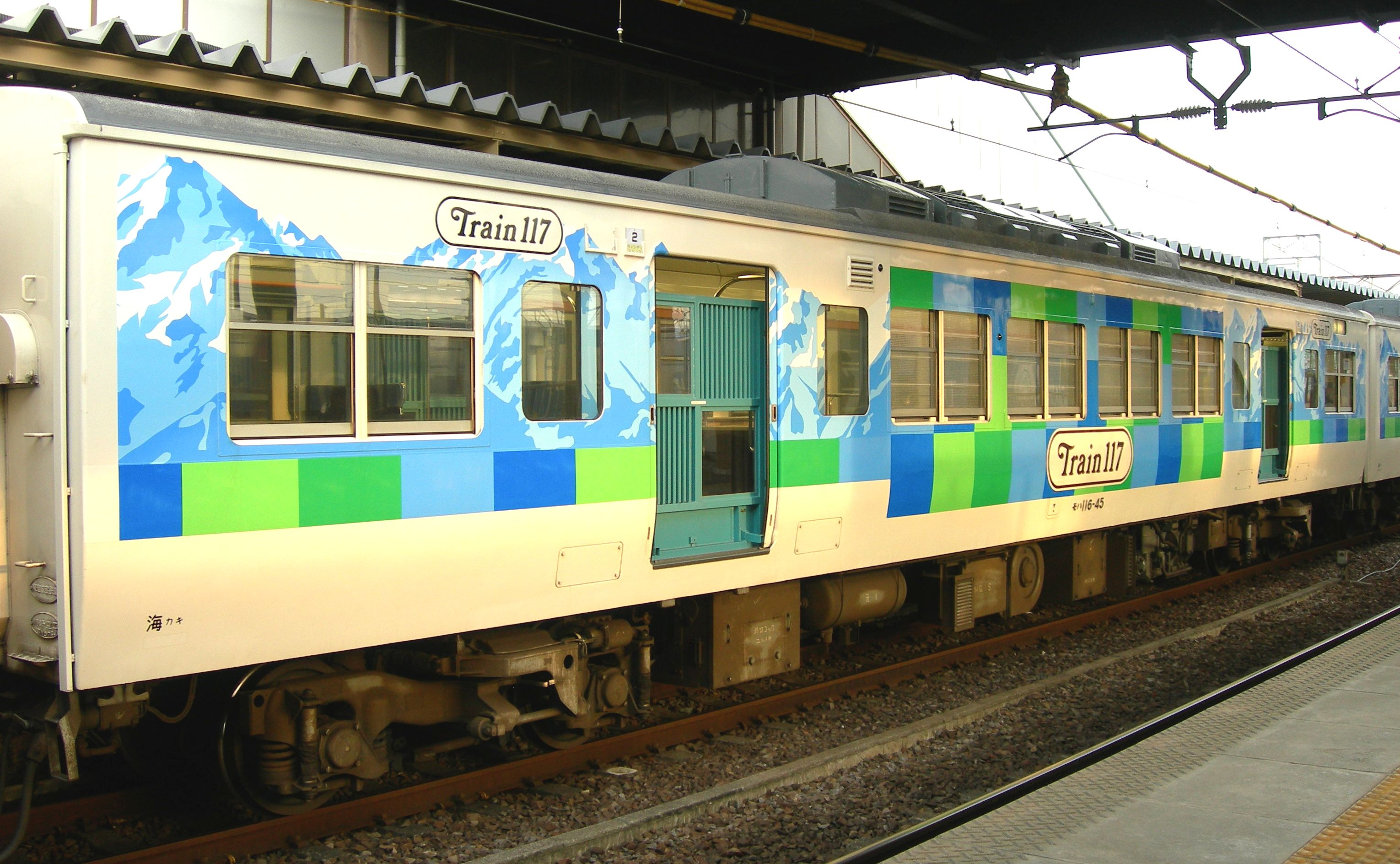
モハ116-45
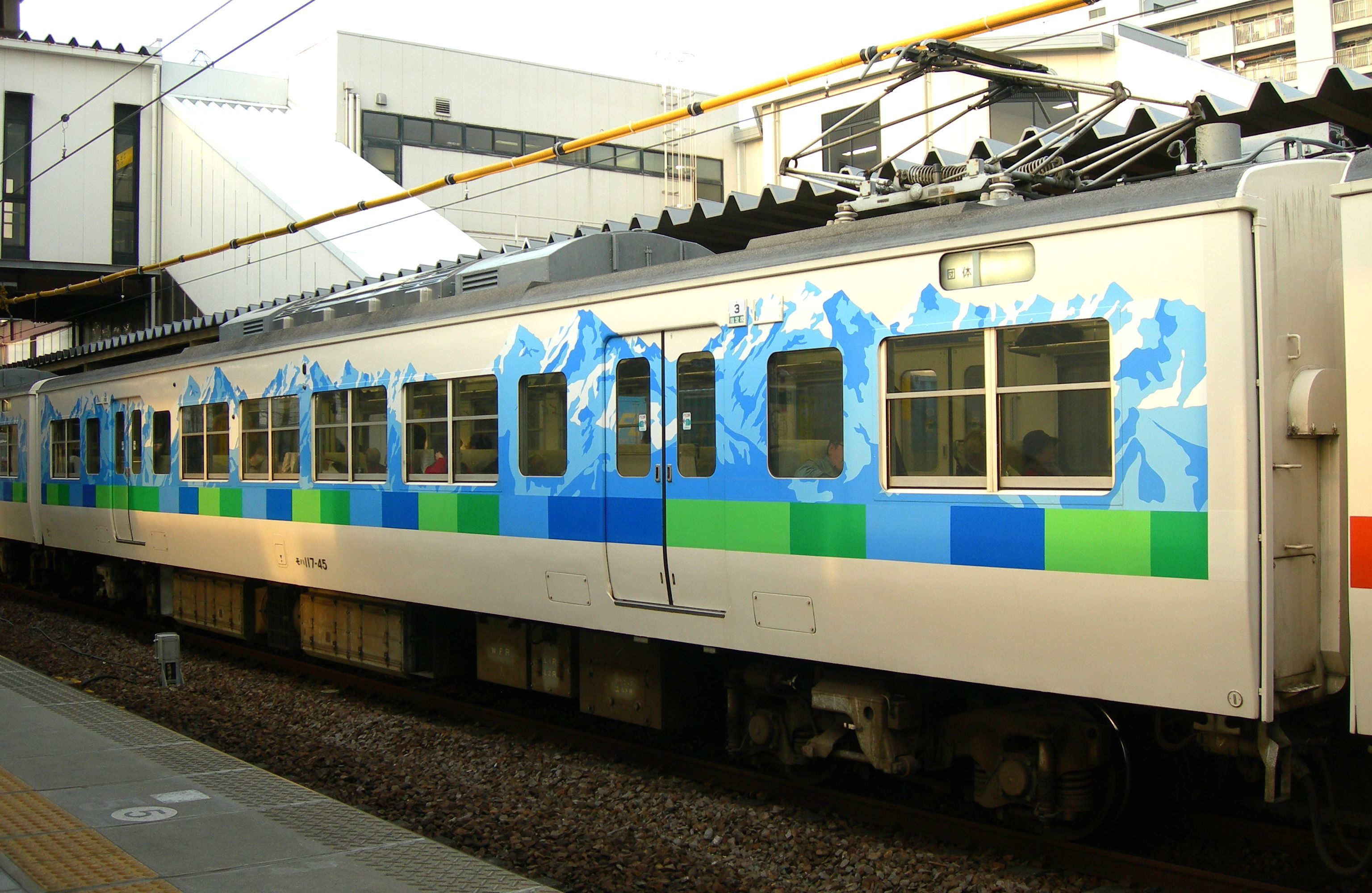
モハ117-45
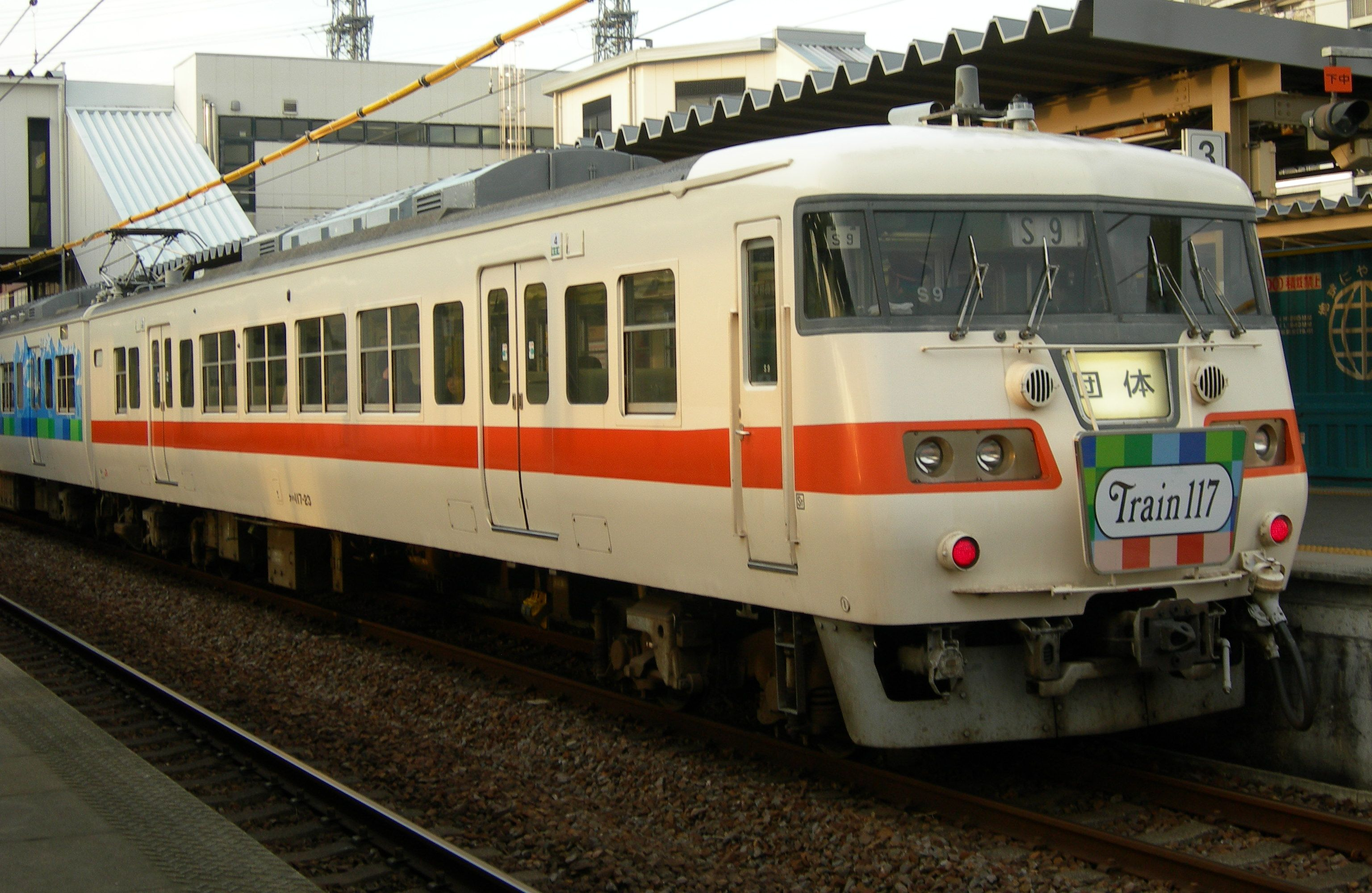
クハ117-23

### 最終時
- 1号車 クハ116-207 指定席車
- 2号車 モハ116-45 ウィンディスペース
- 3号車 モハ117-45 指定席車
- 4号車 クハ117-28 指定席車・トイレ設置

ATS-PT対応の先頭車に変更されるとともに、指定席車3両のラインカラーが中間車に準じたものに変更された。

## 車内設備
中間車のモハ116-45は客用扉部分に展望柵を設置し、客用扉間の座席を撤去した上で窓に向けて木製ベンチを配した「ウィンディスペース」となっていて、乗客が自由に利用することができる。
雨天時等には客用扉を閉じ、窓は防水カーテンを降ろすことにより対応している。
他の3両は大型のテーブルが配置されたボックスシートとなっており、飲食等を楽しむことができる。

## 入線路線
- 東海道本線（沼津 - 米原）
- 中央本線（名古屋 - 南木曽）
- 飯田線（豊橋 - 伊那松島）
- 関西本線（笹島信号場 - 名古屋）
- 御殿場線（沼津 - 御殿場）

## 年表
- 2010年（平成22年）

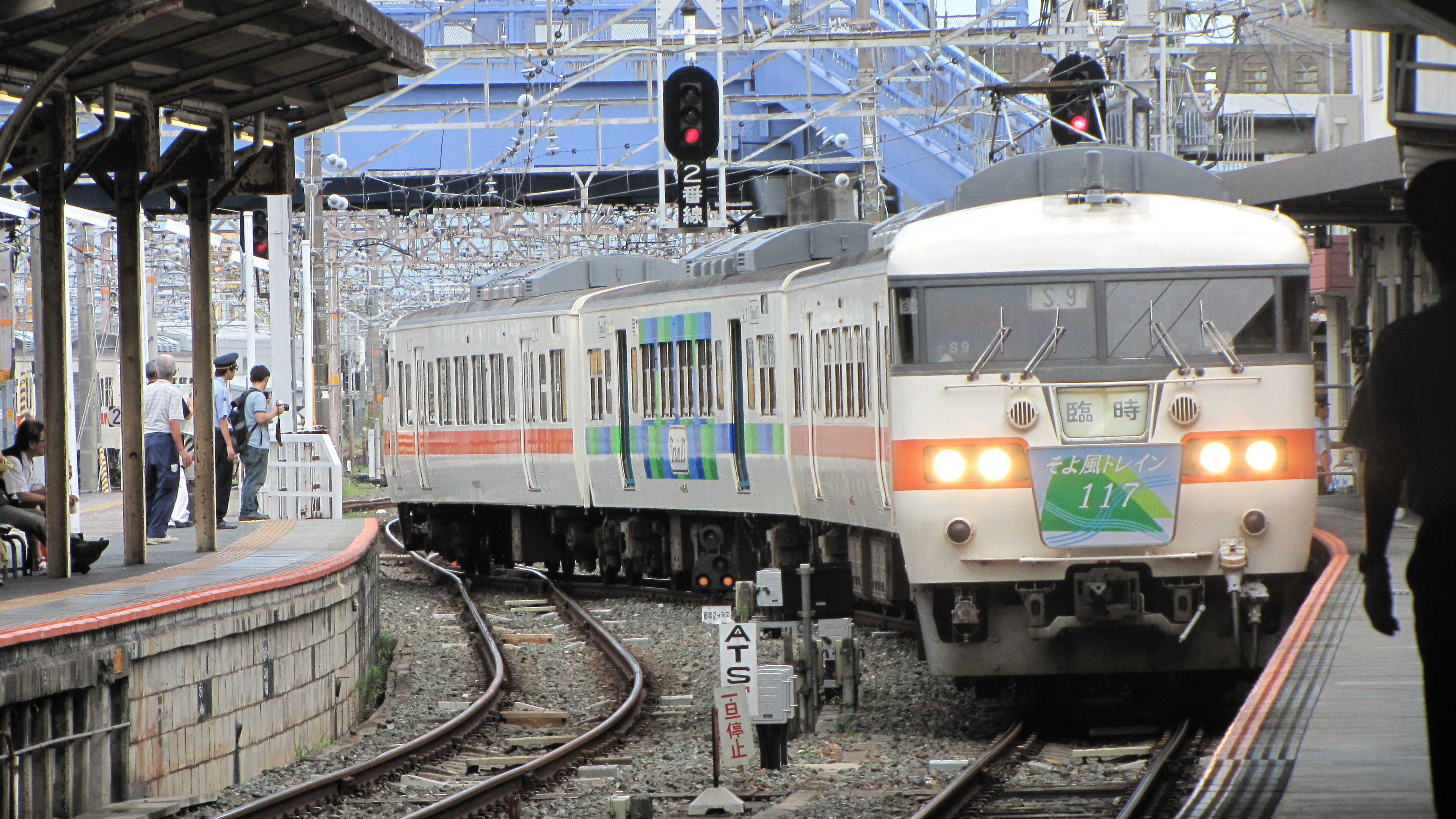
臨時快速「そよ風トレイン117」として運用された117系0番台（豊橋駅）

  - 7月22日 : 名古屋工場より出場し、名古屋 - 関ヶ原 - 大垣の区間で試運転を行う。
  - 7月26日 : 大垣車両区にて報道公開される。
  - 8月1日[1] - 11月28日土休日 : 豊橋 - 中部天竜間で「そよ風トレイン117」運転[1]。
- 2011年（平成23年）
  - 2月5日、2月19日、2月26日 :大垣 - 弁天島間で 団体臨時列車として運転。
  - 2月11日 - 13日 : 飯田 - 駒ヶ根間で「駒ヶ根トレイン117」運転。
  - 3月 : 組成変更ならびに塗装変更を行う。
  - 3月 : 飯田 - 駒ヶ根間で「駒ヶ根トレイン117」運転。
  - 4月 : 名古屋 - 大垣間で「水都大垣トレイン」運転。
  - 4月 - 8月 : 豊橋 - 中部天竜間で「そよ風トレイン117」運転。
  - 6月 : 名古屋 - 醒ヶ井間で「ほたるトレイン117」運転。
  - 9月 - 11月 : 名古屋 - 南木曽間で「宿場町トレイン117」運転。
  - 11月19日 - 27日 : 名古屋 - 大垣間で「水都大垣トレイン」運転。
- 2012年（平成24年）
  - 1月28日 - 3月4日の土休日 : 静岡 - 御殿場間で「富士山トレイン117」運転。
  - 4月1日 - 15日 : 名古屋 - 大垣間で「水都大垣トレイン」運転。
  - 6月3日 : 名古屋 - 蒲郡間で団体専用列車「ラグーナ蒲郡10周年記念号」運転。
  - 6月 : 名古屋 - 醒ヶ井間で「ほたるトレイン」運転。
  - 10月13日 - 11月11日の土・休日 : 名古屋 - 南木曽間で「中山道トレイン」運転。
- 2013年（平成25年）
  - 1月27日 - 2月23日の土・日曜 : 静岡 - 御殿場間で「富士山トレイン117」運転。
  - 3月30日 - 4月14日 : 名古屋 - 大垣間で「水都大垣トレイン」運転。
  - 6月6日 - 9日・13日 - 16日 : 名古屋 - 醒ヶ井間で「ほたるトレイン」運転。
  - 7月13日 : 安城 - 由比間にて団体臨時列車として運転。
  - 7月14日 : 名古屋 - 中部天竜間で、鉄道友の会主催の団体臨時列車として運転[2]。
  - 7月20日・21日 : 豊橋→天竜峡間にて、ジェイアール東海ツアーズ主催の団体臨時列車として運転。21日の運用を最後に引退[3]。
  - 8月5日 : 大垣車両区より浜松運輸区へ廃車回送される｡
  - 12月27日 : モハ116-45以外の3両が廃車[4]。
- 2014年（平成26年）1月27日 : モハ116-45が廃車。